# Soške elektrarne Nova Gorica
Soške elektrarne Nova Gorica, tudi Soške elektrarne, s kratico SENG, je energetsko podjetje, ki se ukvarja s proizvodnjo električne energije preko hidroelektrarn na povodju reke Soča. 
Od leta 2015 je direktor družbe Marjan Pintar.

## Zgodovina
Podjetje je bilo ustanovljena leta 1947.

## Hidroelektrarne
Podjetje nadzoruje naslednje hidroelektrarne:
- velike hidroelektrarne:[4]
  - Hidroelektrarna Solkan
  - Hidroelektrarna Plave 1
  - Hidroelektrarna Plave 2
  - Hidroelektrarna Doblar 1
  - Hidroelektrarna Doblar 2
- male hidroelektrarne:
  - Hidroelektrarna Zadlaščica
  - Hidroelektrarna Gradišče
  - Hidroelektrarna Plužna
  - Hidroelektrarna Možnica
  - Hidroelektrarna Log
  - Hidroelektrarna Tolmin
  - Hidroelektrarna Knežke Ravne 1
  - Hidroelektrarna Knežke Ravne 2
  - Hidroelektrarna Bača
  - Hidroelektrarna Podmelec
  - Hidroelektrarna Cerkno
  - Hidroelektrarna Pečnik
  - Hidroelektrarna Jelenk
  - Hidroelektrarna Marof
  - Hidroelektrarna Trebuša
  - Hidroelektrarna Mesto
  - Hidroelektrarna Mrzla Rupa
  - Hidroelektrarna Hubelj
  - Hidroelektrarna Planina
  - Hidroelektrarna Klavžarica
  - Hidroelektrarna Ajba
- črpalne hidroelektrarne:
  - Hidroelektrarna Avče